# 陆上领地 (威尼斯)

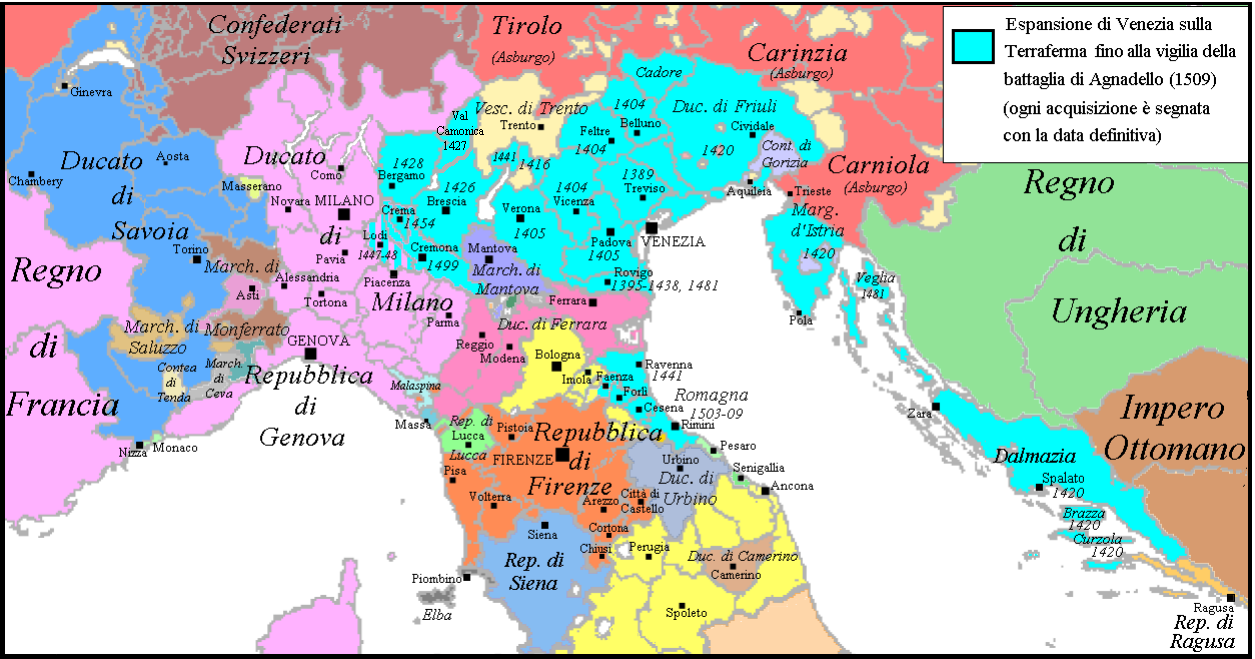
威尼斯共和國曾在陸上擁有大片領土

陆上领地（拉丁語：Domini di Terraferma；威尼斯语：domini de terraferma 或 stato da tera）是威尼斯共和国在意大利陆上的领土。 它是共和国的三个组成部分之一，另外两个是总督领（威尼斯本身）与海洋领地（海外殖民地）。